# Хоспитальштрассе (Бенрат)
Хоспитальштрассе (нем. Hospitalstraße)  — улица в Дюссельдорфе (административный район Бенрат). Соединяет через пешеходный переход над скоростной Мюнхенерштрассе промышленный квартал Райсхольца с центром Бенрата.

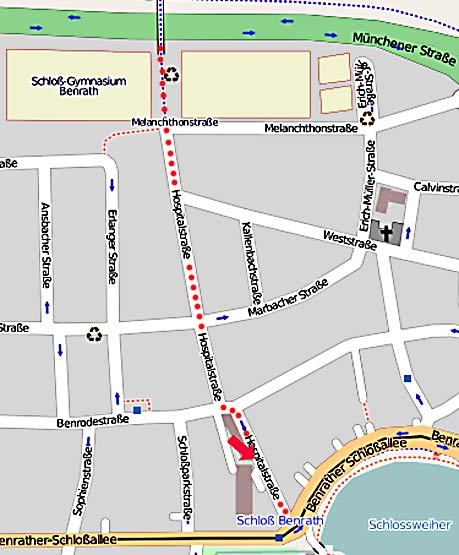
Карта улицы из OpenStreet

## Общие сведения
Улица Хоспитальштрассе протягивается на 640 метров с юго-востока на север (согласно нумерации домов) между улицами Бенратер Шлёссаллее (Benrather Schloßallee) и скоростной улицей для автомобилей Мюнхенер Штрассе (Münchener Straße). От Меланхтонштрассе (Melanchtonstraße), пересекаясь с Вестштрассе (Weststraße) и Марбахерштрассе (Marbacherstraße) до Бенродештрассе (Benrodestraße) это улица с двусторонним движением, а от Бенродештрассе до Бенратер Шлёссаллее - улица с односторонним движением с направлением движения к Бенратер Шлёссаллее. На участке с односторонним движением проходит маршрут городского автобуса № 789.

## Достопримечательности
- Охраняемая законом старая платановая аллея (AL-D-0048).
- Католическая часовня в бывшем больничном корпусе по адресу Hospitalstraße,1. Охраняется законом как памятник истории и архитектуры.